# Terrient

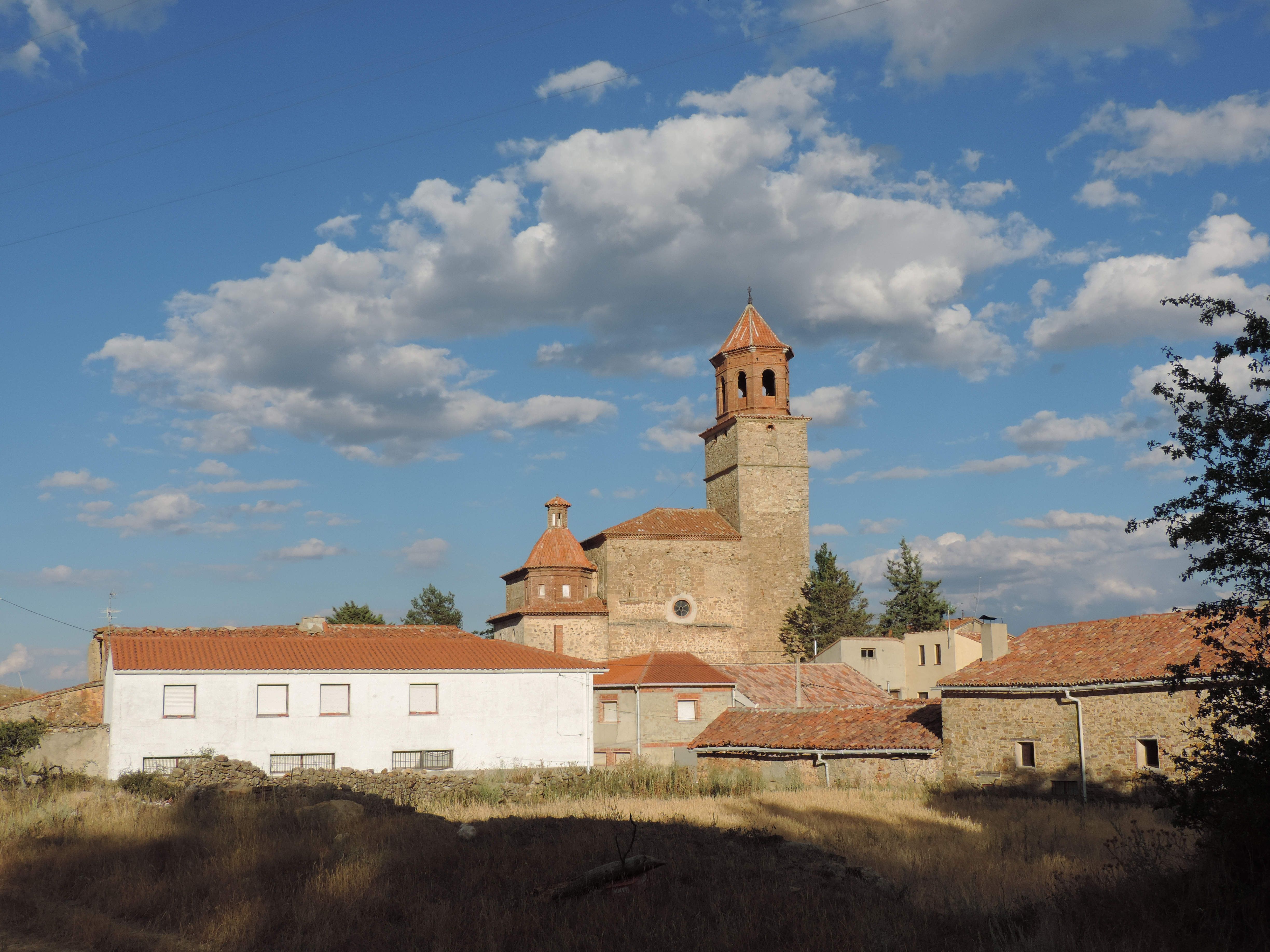
Terriente, 2014

Terrient (aragonès) és un municipi d'Aragó situat a la província de Terol i enquadrat a la comarca de la Serra d'Albarrasí.